# Tjalhuizum
Tjalhuizum (Fries: Tsjalhuzum) is een gehucht of buurtschap in de gemeente Súdwest-Fryslân, in de Nederlandse provincie Friesland. Tjalhuizum ligt tussen Sneek en Nijland, ten noorden van de A7. De plaats heeft geen bebouwde kom, maar wel een postcode en witte plaatsnaamborden.
In 2023 telde Tjalhuizum 15 inwoners. In 1959 waren dit nog 52 inwoners. Sinds de jaren 80 van twintigste eeuw schommelt het aantal tussen de 20 en 35 inwoners.

## Geschiedenis
De plaats werd in de 13e eeuw vermeld als Tyelahusum, in 1436 als in Tzalingahusna, in 1473 als Tyallahusen in 1505 als Tyallehuysum, in 1509 als Tyala hosem en in 1664 als Tzallehuysum.
De plaatsnaam zou verwijzen naar een nederzetting van de persoon Tjalle of Tzaling.
Tussen 1882 en 1947 had Tjalhuizum een halte aan de Tramlijn Sneek - Bolsward.
Tot 2011 behoorde Tjalhuizum tot de voormalige gemeente Wymbritseradeel.

## Kerktoren
De kerk van Tjalhuizum uit de middeleeuwen werd in 1823 afgebroken, waarbij de toren aanvankelijk bleef staan. De overgebleven kerktoren werd echter in 1871 afgebroken en vervangen door de huidige Kerktoren van Tjalhuizum van drie geledingen met spaarvelden en een ingesnoerde spits.

## Oorlogsmonument
Het dorp heeft een groot oorlogsmonument. Het betreft een 10 meter hoge zuil met de naam De Hoanne (De Haan). Het herinnert de slachtoffers van de gemeente Wymbritseradeel tijdens de Tweede Wereldoorlog.
Het monument stond oorspronkelijk bij Folsgare maar wegens de uitbreiding van de A7 werd het naar Tjalhuizum verplaatst. Het monument is ontworpen door Arjen Goodijk.